# 百葉箱

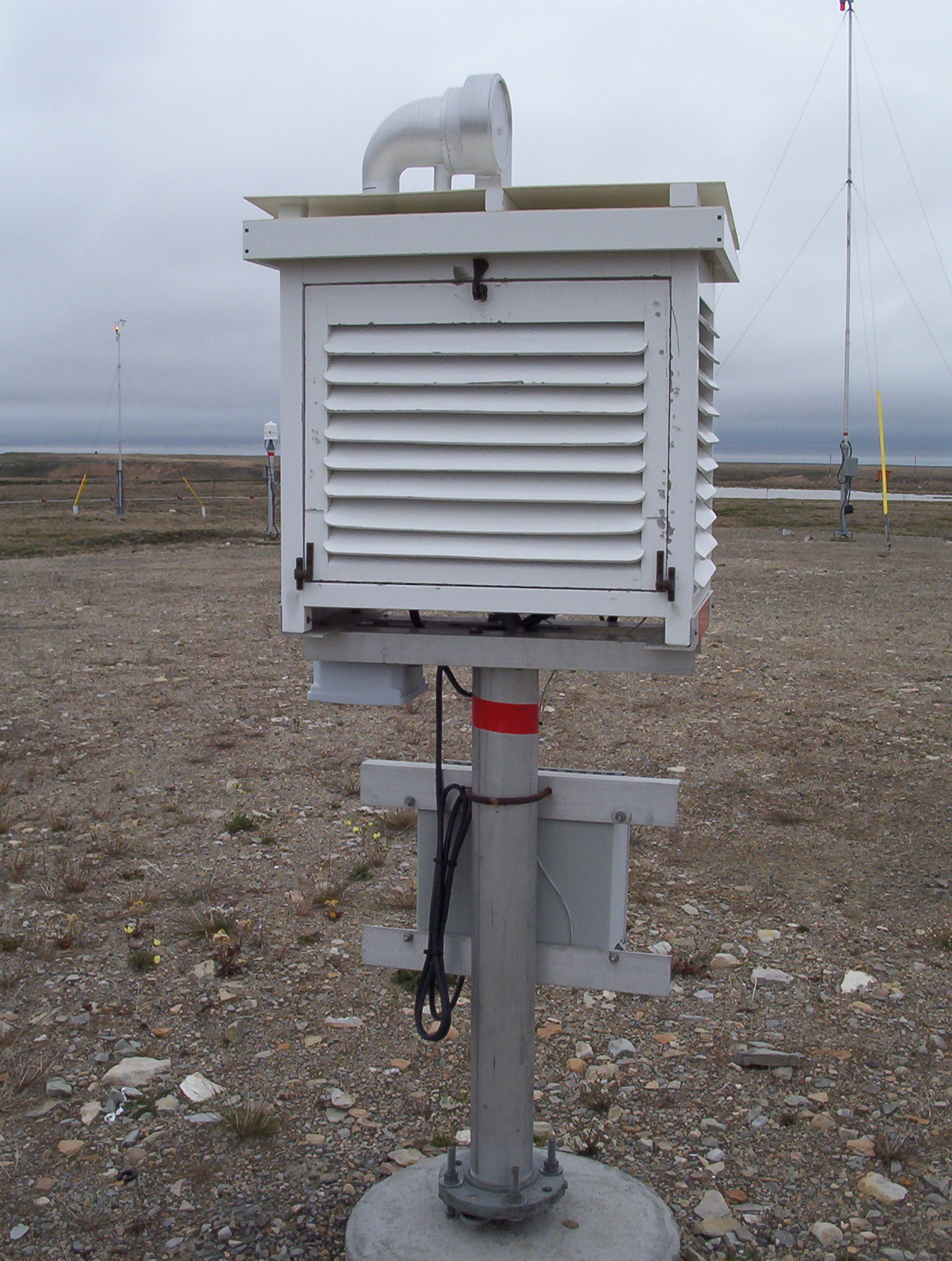
スティーブンソン式百葉箱の外観

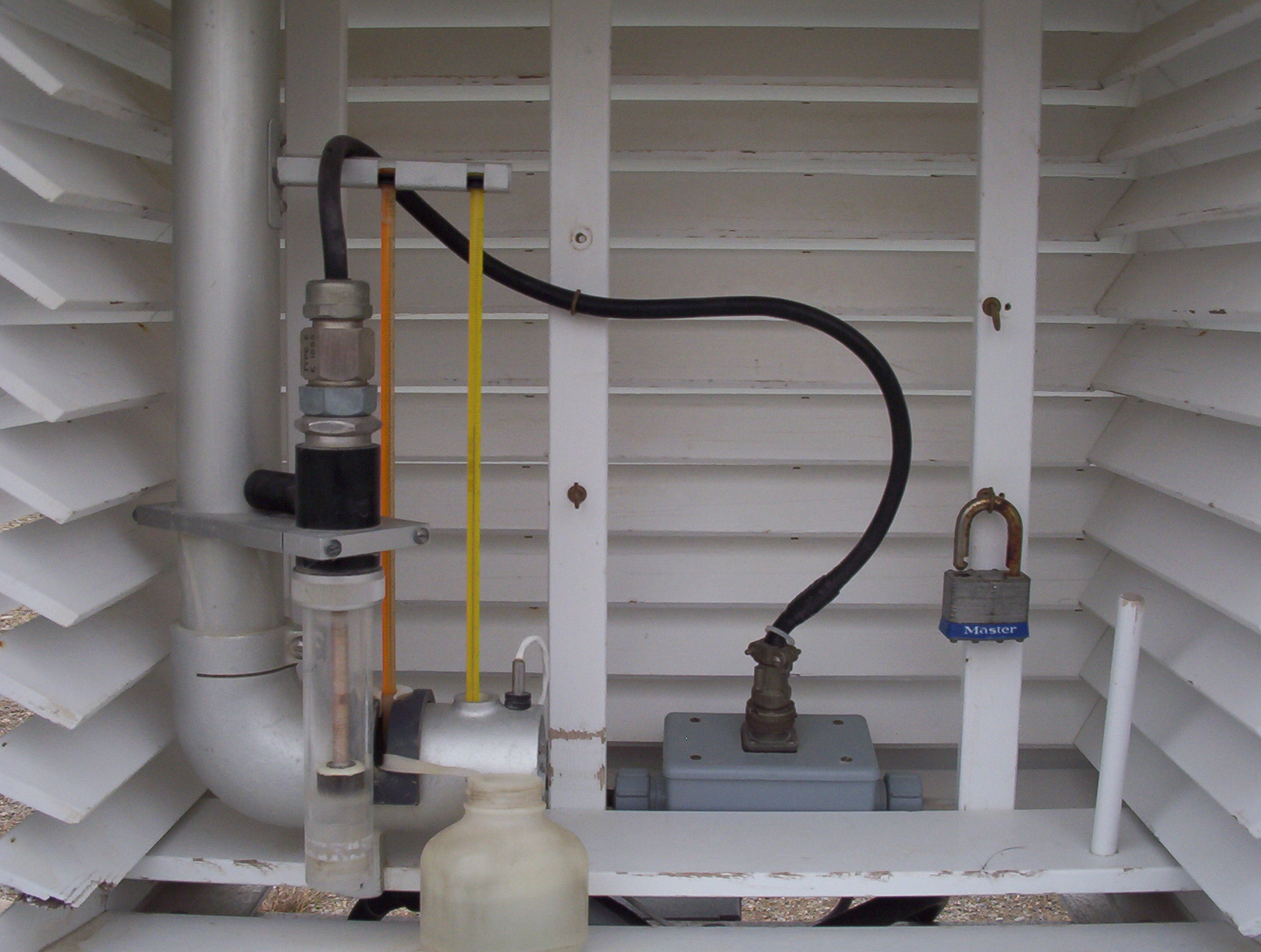
スティーブンソン式百葉箱の内部。電動式乾湿計も備えている

百葉箱（ひゃくようばこ、ひゃくようそう、英語: Instrument shelter）とは、気象観測のために設置する温度計などの観測機器を日射から遮蔽するとともに雨や雪から保護するための装置（箱）。百葉箱や雨量計などを設置した気象観測のための場所を「露場（ろじょう）」という。

## 歴史

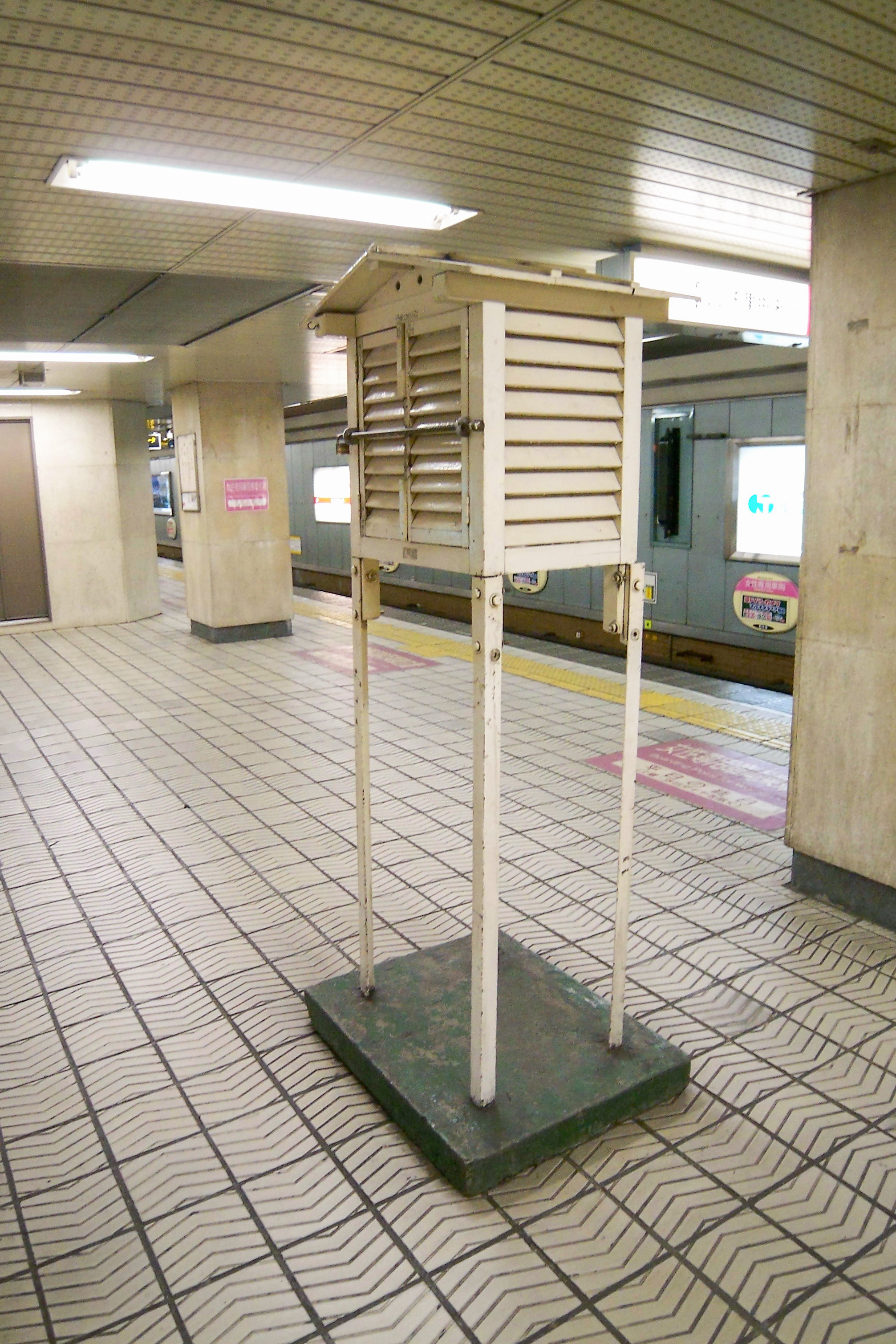
Osaka Metroのホーム上にある百葉箱
（2007年3月・淀屋橋駅）

気温（大気温度）の測定方法の標準化、つまり測定時の環境への配慮がきちんと行われるようになったのは、19世紀に入ってからである。それでも正確な測定のためのいろんな問題があった。屋外で測定されるようになって大きな問題となったのは、まず昼間の太陽放射の影響をどう防ぐかだった。当時は気温の測定者が各自それぞれ独自の工夫をしていたようである。
18世紀前半に特にイギリスで広く使われたのが、イギリスの気象学者グレーシャー（James Glaisher）が開発したグレーシャー・スタンド（Glaisher stand）と呼ばれる日よけ用の屋根がついたオープン型スタンドである。これは彼がグリニッジ天文台の気象部長の時に考案した物で、温度計はスタンドの遮光板の裏側につけられていたが、一定時間ごとに人手で回転させねばならなかった。
それで考えられたのが、1863年にスコットランドの灯台設計者トーマス・スティーブンソン（Thomas Stevenson）が発明した、スティーブンソン・スクリーン（Stevenson Screen）である。これは一種の2重のよろい窓を持った木箱で、太陽光を遮蔽しながら風通しも考慮された。日本ではこれは百葉箱と呼ばれている。スティーブンソン・スクリーンは窓や換気法が順次改良されていった。イギリス気象学会（Britain’s Meteorological Society）で1873年に各種の遮光板や気象観測箱が比較検討された結果、スティーブンソン・スクリーンが気温観測のための使用が推奨された。それ以来世界で長年使われている。
ところが、スティーブンソン・スクリーンの測定値に疑問を持ったのがスコットランドの気象学者ジョン・エイトケン（John Aitken）で、彼はスティーブンソン・スクリーンを綿密に調査して、箱が持つ熱慣性による放射の影響に気づいた。
現在では、放射の影響があるためスティーブンソン・スクリーンの利用は減って来ている（気象庁では百葉箱を既に使っていない）が、技術的には単純であることから、世界各地ではまだ使われている所も多い。現在では、放射の影響を小さくするために、内外の放射の影響を与えにくいハウジング材の利用、ハウジング本体の小型化、センサーの小型化、通風量の増大などが図られている。

### 日本
日本では1872年3月、工部省測量司が各種観測事業を計画し、1874年6月、イギリスから最新の一揃えの各種観測機器が到着した。百葉箱はアレクサンダー・バッカン『気象学便覧Handy Book of Meteorology (1867)』によろいど箱Louvre Boared Box for Thermometersとして紹介されていた。1874年1月、測量司は内務省に移管され、機器は葵町の庁舎地（現在のホテル・オークラ敷地）内に設置された。当初は英語表現の "double louvre boarded box" を直訳した「二重百葉窓の箱」あるいは「板簾」と訳され、1886年に制定公布された気象観測法で「百葉箱」という言葉が初めて使われた。全国の小学校の校庭にも設置されるようになったのは1953年に理科教育振興法が施行されてからで、文部省の奨励もあったからと言われることもあるが、第二次世界大戦前から小学校に百葉箱は設置されており、気象観測が行われていた。しかし、1993年以降は気象台や測候所などの気象官署での百葉箱による気温の観測は廃止されており、百葉箱に代わって強制通風筒と呼ばれる装置による気温の観測が行われている。
こうした通風筒に電気式乾湿計を組み込んだ装置を、現代版の百葉箱と称することもある。近年ではデータを自動送信することで人間が目視・筆写する必要がないものも登場している。
変わったところでは、Osaka Metroの一部の駅のプラットホーム上にも百葉箱が設置されている。利用者や電車の運行頻度の増加が、駅構内の温度環境にどう影響するかを把握するのが目的で、最初の区間である御堂筋線が大阪市営地下鉄の路線として開業した翌年の1934年に淀屋橋駅に初めて設置された。大阪のみならず全国の地下冷房整備などの計画立案にも貢献してきたが、技術の進歩によりホーム天井部に取り付けたセンサーにより自動で測定できるようになったことから測定機器を百葉箱に収める必要がなくなり、2012年以降撤去が進んだ。しかし、利用者から撤去を惜しむ声が多く寄せられたことなどを受け、Osaka Metroはその後も安全に支障のない範囲で、御堂筋線梅田駅・淀屋橋駅・天王寺駅、谷町線天満橋駅、四つ橋線西梅田駅、中央線緑橋駅、千日前線鶴橋駅、堺筋線堺筋本町駅の各駅で計8台の百葉箱を保存している。だが、2024年度末にリニューアル工事が完成する森ノ宮駅の西コンコースに百葉箱が展示されることになり、それら8台全てが撤去されることになった。

## 仕様と種類

### 仕様
一般的なスティーブンソン式の百葉箱では、より正確な気温を計測するため、以下のような工夫がなされている。
- 良質の木材で製作される[2]。熱を中へ伝えにくくするためである。
- 放射熱をなるべく遮断できるよう外側は白色で塗られている[2]。
- 外気温を正確に測るには通風が必要なため、側面は二重の鎧戸、天面と底面はすのこ張りの二重構造である[2]。
  - 側面の鎧戸には双葉式と単葉式がある。
  - 屋根には両屋根式と片屋根式がある。
- 扉側から直射日光が入らないように設置する[2]。扉は北半球では北向きに、南半球では南向きに設置されている。
- 百葉箱を設置する場所の地面は芝生またはその地域に自然の地表面とする[2]。
- 各地点の観測データの相互比較のため、世界気象機関では地上1.25-2.0m（日本の気象庁では1.5m）の高さで測定することを基準としている[2]。

### 種類
- スティーブンソン式
  - 気象庁1号型
  - 気象庁2号型
  - 気象庁3号型
- 壁掛型
- 鉄柱型

## 特徴（観測値の誤差）
百葉箱の内側の気温はできるだけ外気温と一致しているように通風が必要である。しかし、百葉箱の通風は側面や底面などからの自然通風が一般的であるため、観測される値は昼間にはやや高く、夜間にはやや低くなり誤差を生じることがわかっている。昼間の場合、実際の気温よりも年平均気温では約0.1℃、最高気温の年平均値では約0.2℃、晴れて風が弱い日における日中の最高気温では約1℃高めに観測されるという特徴がある。
日本の気象庁では天井部にファンを取り付けて強制通風するようにした百葉箱を使用し、1993年まで使用されていた。以降は強制通風筒による観測を行っている。

## 小学校の理科教育
1947年の学習指導要領「試案」から掲載が認められ、1954年から施行された理科教育振興法の規程に基づく「理科教育のための設備の基準に関する細目を定める省令」に百葉箱が載ったことから、全国の小学校に設置され、気象観測が行われた。
現行の同省令には「気象の学習用具」と記載されているのみで、必ずしも百葉箱を設置する必要はないが、空間の放射線量を測れる百葉箱が開発されたり、東日本大震災に係る私立学校施設災害復旧事業の補助対象に挙げられており、古いものは更新されている。また、東京のヒートアイランド現象の観測のため、2002年7月から2010年3月まで、都区部の小学校100校（2003年度からは106校）の百葉箱内にデータロガー付温湿度計を設置したMETROS100が運用されたことから、目につきやすく親しみやすい測定器具として現役である。百葉箱を用い、教育目的で観測している場合の観測データは、気象業務法に定められている気象観測の対象外の観測となるので、インターネット等で公表する場合は明示することが求められている。